# 威克洛
威克洛（英語：Wicklow），是爱尔兰威克洛郡的一个城镇，位于该郡东部海岸。总人口10,584（2016年）。该城镇为威克洛郡郡治。